# Colensostraat
De Colensostraat is een relatief kort straatje in Amsterdam-Oost.

## Geschiedenis en ligging
De straat kreeg haar naam op 9 juni 1921 en werd daarbij vernoemd naar het plaatsje Colenso, maar eigenlijk meer naar de Slag bij Colenso tijdens de Tweede Boerenoorlog. Meerdere openbare ruimten zijn in deze wijk vernoemd naar steden en personen uit de geschiedenis van Zuid-Afrika. De straat is gelegen in de Transvaalbuurt, vernoemd naar Transvaal.
De straat begint aan de Cronjéstraat (vernoemd naar Pieter Arnoldus Cronjé). Ze eindigt middels een poortgebouw op de Schalk Burgerstraat (vernoemd naar Schalk Burger).

## Gebouwen
Op de circa vijftig meter lange straat lopen de even huisnummers op van 2 tot en met 28; de oneven nummers van 1 tot en met 25. De huizen dateren allemaal uit de periode rond 1922. Twee architecten tekenden  gezamenlijk voor de huizen: Jan Gratama en Gerrit Versteeg. Ook Hendrik Petrus Berlage had er bemoeienis mee. Opdrachtgever was het Gemeentelijk Woningbedrijf (opgegaan in Ymere), dat hier in eerste instantie 650 sociale woningen wilde neerzetten, maar geldgebrek zorgde voor uitstel. Gratama en Versteeg kwam met traditionele bouw met invloeden van de Amsterdamse School. Opvallende kenmerken zijn de knikken in de puntdaken, uitsparingen in de balkonbalustraden en dat de puntdaken afgesloten worden door trapgevels aan de kopse kant. De woningen zijn een of meerdere keren gerenoveerd. De gebouwen worden geclassificeerd in orde 1 (monumentaal).
De nauwe straat is ongeschikt voor openbaar vervoer en er is geen ruimte voor kunst in de openbare ruimte.

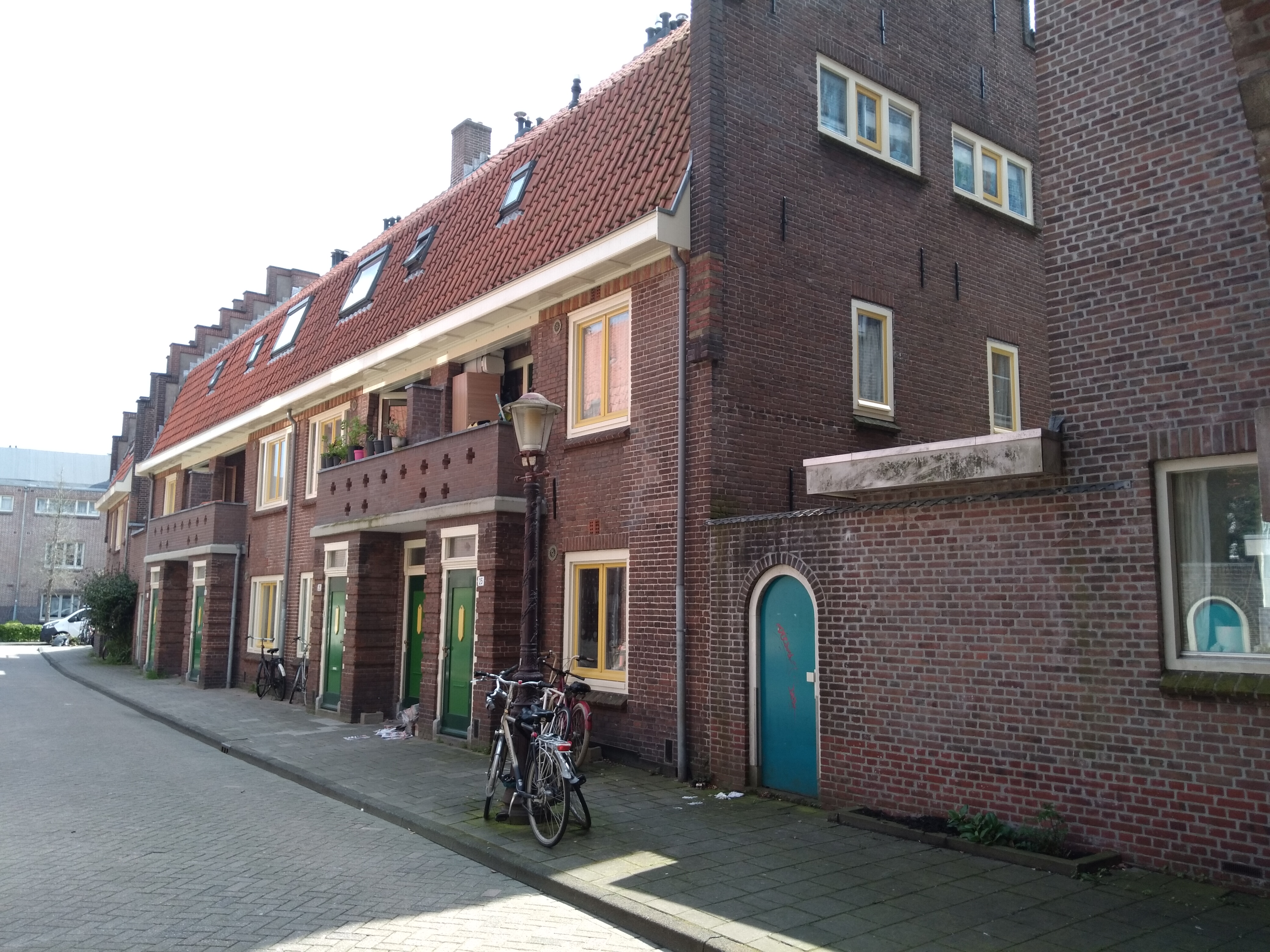
Colensostraat oneven (mei 2021)

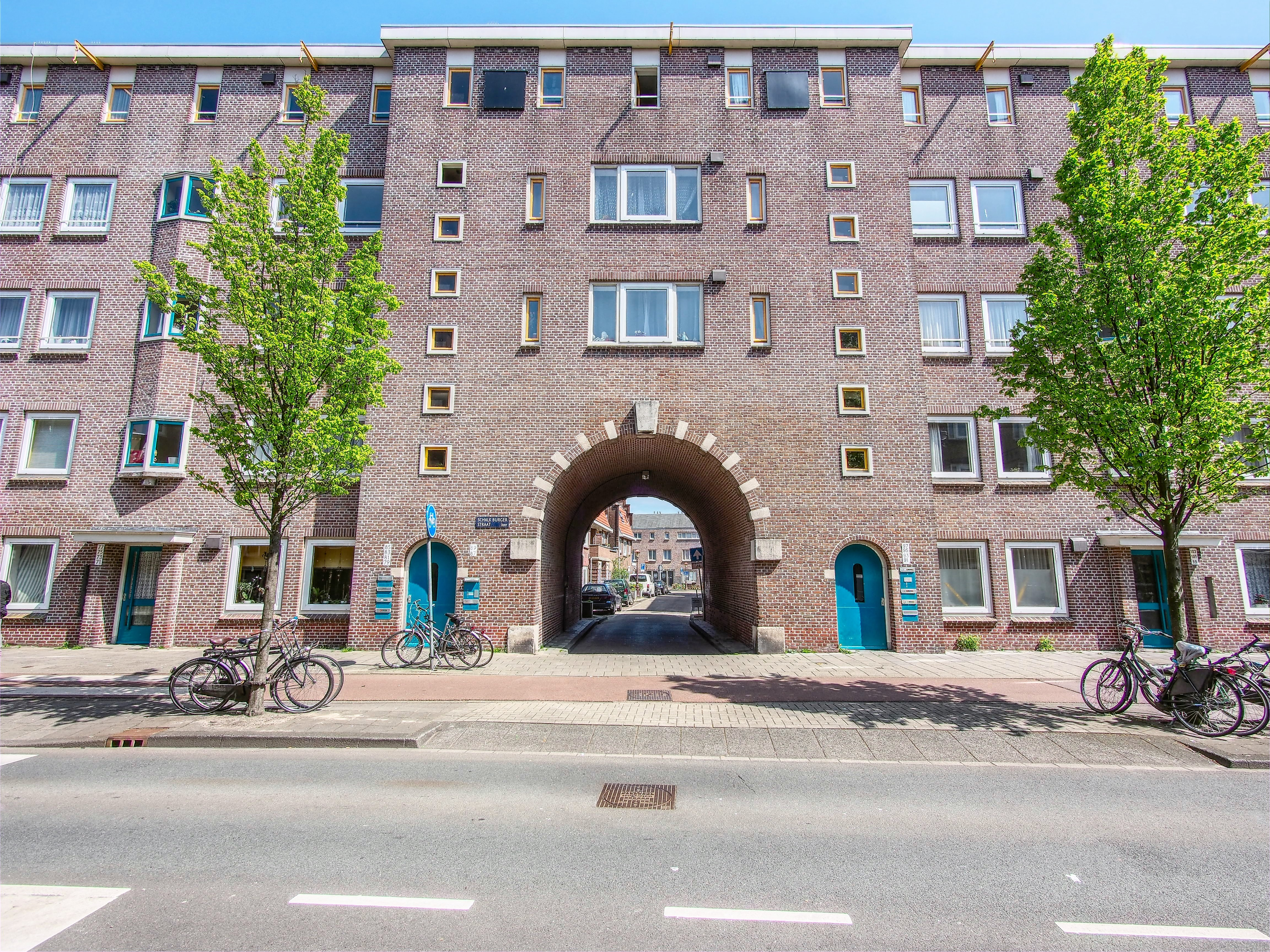
Verlaat gebouwd blok (en dus afwijkend) van Gratama met poort naar Colensostraat (mei 2017)